# Astra 3A
Astra 3A — на 23.5 ° Сходу супутникове телебачення з SES Global, заснований в Betzdorf в Люксембург, який встановлений для прийому телеканалів у Європі.
Він був заснований у 2002 році | перевозити Centre Spatial Guyanais Куру в Французька Гвіана в космос. Він прийшов на зміну раніше в хорошому положенні супутників на 23,5 градуса східної довготи Коперника DFS-3.

## Прийом
Слід Astra 3A обмежується Центральною Європою (особливо Німеччина, Австрія та Швейцарія), і тільки там, щоб отримати їх з невеликим супутникових антен.
В інших регіонах Європи витрати значно більше, антена може використовуватися для того, щоб побачити програми, які транслюються на Astra 3A, може. Передача здійснюється в Ku-діапазону.